# Pleuronota longiuscula
Pleuronota longiuscula är en skalbaggsart som beskrevs av Moser 1912. Pleuronota longiuscula ingår i släktet Pleuronota och familjen Cetoniidae. Inga underarter finns listade i Catalogue of Life.